# Nguồn điện thương dụng

Bản đồ thế giới cho thấy tỷ lệ phần trăm dân số ở mỗi quốc gia được sử dụng điện chính (tính đến năm 2017), một thước đo mức độ điện khí hóa.
80–100%
60–80%
40–60%
20–40%
0–20%

Điện thương dụng là nguồn điện cung cấp nguồn điện chính đến việc sử dụng công cộng thành phố.
Thông số kỹ thuật cung cấp điện sẽ thay đổi theo vùng, nhưng nói chung, giá trị điện áp thường nằm trong khoảng từ 100V đến 240V và các giá trị tần số phổ biến nhất là 50Hz và 60Hz. Dữ liệu của các lãnh thổ nước ngoài của một số quốc gia rất khác với quốc gia của họ, vì vậy chúng được liệt kê riêng và không phải với quốc gia. Ngoài ra, các khu vực đặc biệt như các nhà máy lớn hoặc căn cứ quân sự ở nước ngoài thường có điện áp hoặc tần số và giá trị khác với các khu vực lân cận.
Ổ cắm điện và phích cắm khác nhau về ngoại hình, cấp độ, kích thước và loại tùy thuộc vào quốc gia và khu vực. Mỗi quốc gia có các tiêu chuẩn được thiết lập bởi chính phủ

## Thuật ngữ

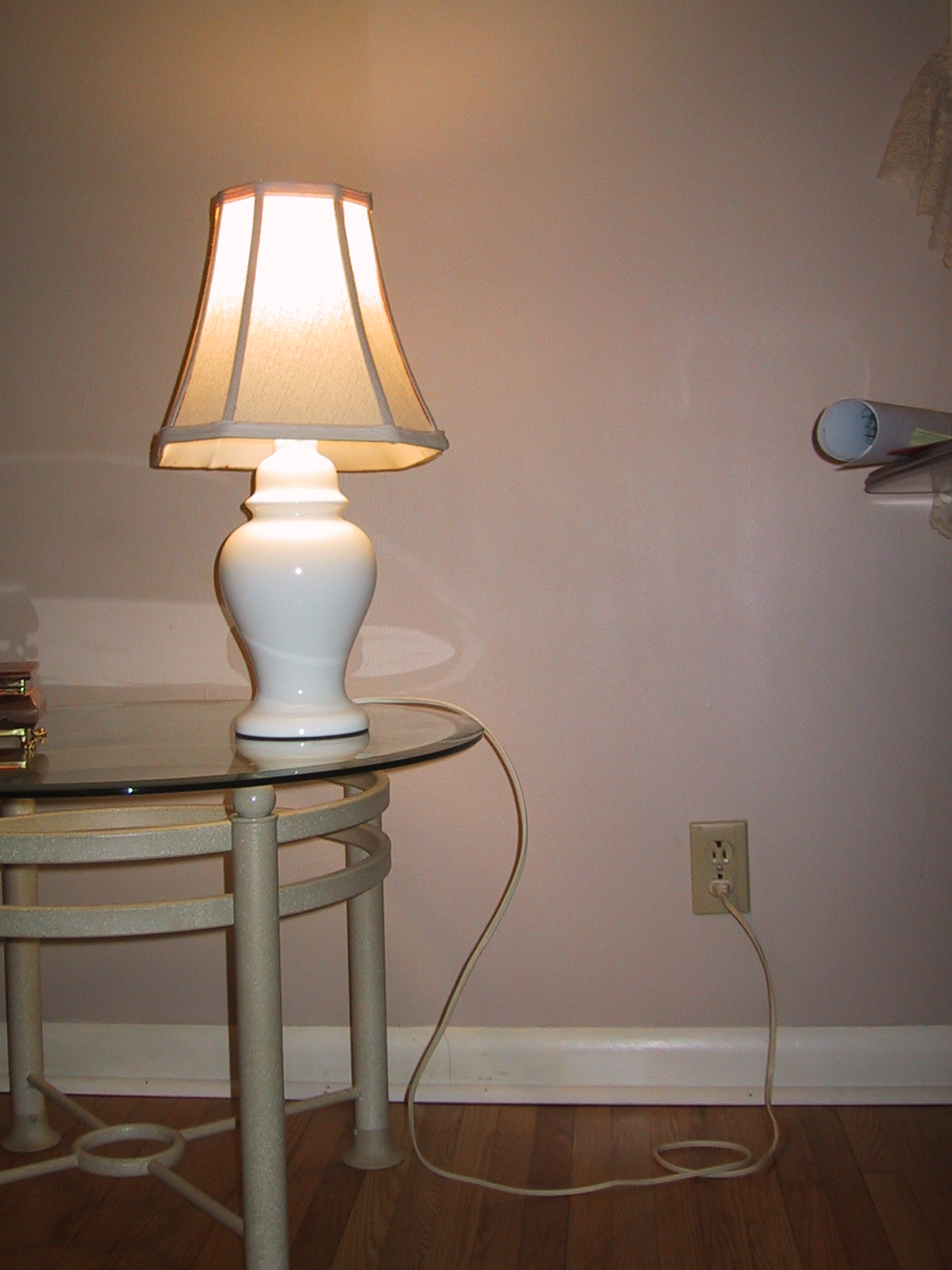
Một chiếc đèn bàn được kết nối với ổ cắm trên tường (nguồn điện)

Ở Hoa Kỳ, điện chính được gọi bằng một số tên bao gồm "điện năng", "điện gia dụng", "điện gia dụng", "dòng điện trong nhà", "đường dây điện", "điện trong nước", "điện tường", "đường dây điện", "điện xoay chiều", "điện thành phố", "điện đường phố".
Ở Anh, năng lượng điện chính thường được gọi là "nguồn điện". Hơn một nửa năng lượng ở Canada là thủy điện và điện chính thường được gọi là "thủy điện". Điều này cũng được phản ánh trong tên của các độc quyền điện hiện tại và lịch sử như Hydro-Québec, BC Hydro, Manitoba Hydro, Newfoundland và Labrador Hydro, và Hydro One.

## Hệ thống điện chính
Để biết điện áp, tần số, xem Danh sách nguồn điện thương dụng theo quốc gia
Các nguồn cung cấp năng lượng chính được sử dụng ở các khu vực khác nhau trên thế giới chủ yếu được sử dụng để cung cấp các thiết bị gia dụng, thiết bị thương mại nhỏ và các thiết bị chiếu sáng khác nhau.
- Điện áp
- Tần suất
- Hình thức ổ cắm trên tường
- Hình thức nối đất

Tất cả các tham số này khác nhau giữa các khu vực. Điện áp thường nằm trong phạm vi từ 100 volt đến 240 volt. Hai tần số thường được sử dụng là 50 Hz và 60 Hz. Nguồn một pha hoặc ba pha được sử dụng phổ biến nhất hiện nay.
Các khu vực nước ngoài, chẳng hạn như các nhà máy lớn hoặc các căn cứ quân sự ở nước ngoài, có thể có điện áp hoặc tần số tiêu chuẩn khác với khu vực xung quanh. Một số khu vực đô thị có thể sử dụng từ các làng xung quanh (ví dụ, ở Libya tiêu chuẩn khác nhau). Tình trạng hỗn loạn ở một quốc gia hiệu quả có thể không có một cơ quan điện trung ương không cho phép các nguồn tư nhân cung cấp điện.

## Cấp điện áp
Hầu hết Châu Âu, Châu Phi, Châu Á, Úc, New Zealand và hầu hết các vật tư tiêu hao ở Nam Mỹ là 6% của 230 volt. Ở Anh và Úc  điện áp cung cấp điện định mức là 230 volt + 10%/-6%. Hầu hết các nguồn cung cấp thực sự vẫn là 240 volt, với một số khu vực giữa Nhật Bản, Đài Loan, Ả Rập Xê Út, Bắc, Trung và Nam Mỹ sử dụng điện áp trong khoảng từ 100 đến 127 volt.

### Đo điện áp
Cần phân biệt giữa điện áp tại điểm cung cấp (điện áp danh định tại điểm kết nối giữa tiện ích điện và người sử dụng) và định mức điện áp của thiết bị (điện áp sử dụng). Thông thường điện áp sử dụng thấp hơn 3% đến 5% so với điện áp hệ thống danh định; ví dụ, một hệ thống cung cấp danh nghĩa 208 V sẽ được kết nối với các động cơ có "200 V" trên bảng tên của chúng. Điều này cho phép sụt áp giữa thiết bị và cung cấp. Điện áp trong bài viết này là điện áp cung cấp danh nghĩa và thiết bị được sử dụng trên các hệ thống này sẽ mang điện áp bảng tên thấp hơn một chút. Điện áp hệ thống phân phối điện gần như hình tính chất. Điện áp được biểu thị dưới dạng bình phương gốc (RMS) điện áp. Dung sai điện áp là cho hoạt động ổn định. Tải nặng trong chốc lát, hoặc chuyển đổi hoạt động trong mạng phân phối điện, có thể gây ra sai lệch ngắn hạn ra khỏi dải dung sai và bão và các điều kiện bất thường khác có thể gây ra các biến thể thoáng qua lớn hơn. Nhìn chung, các nguồn cung cấp năng lượng có nguồn gốc từ các mạng lớn với nhiều nguồn ổn định hơn so với các nguồn cung cấp cho một cộng đồng biệt lập chỉ có một máy phát điện duy nhất.

### Tiêu chuẩn hóa

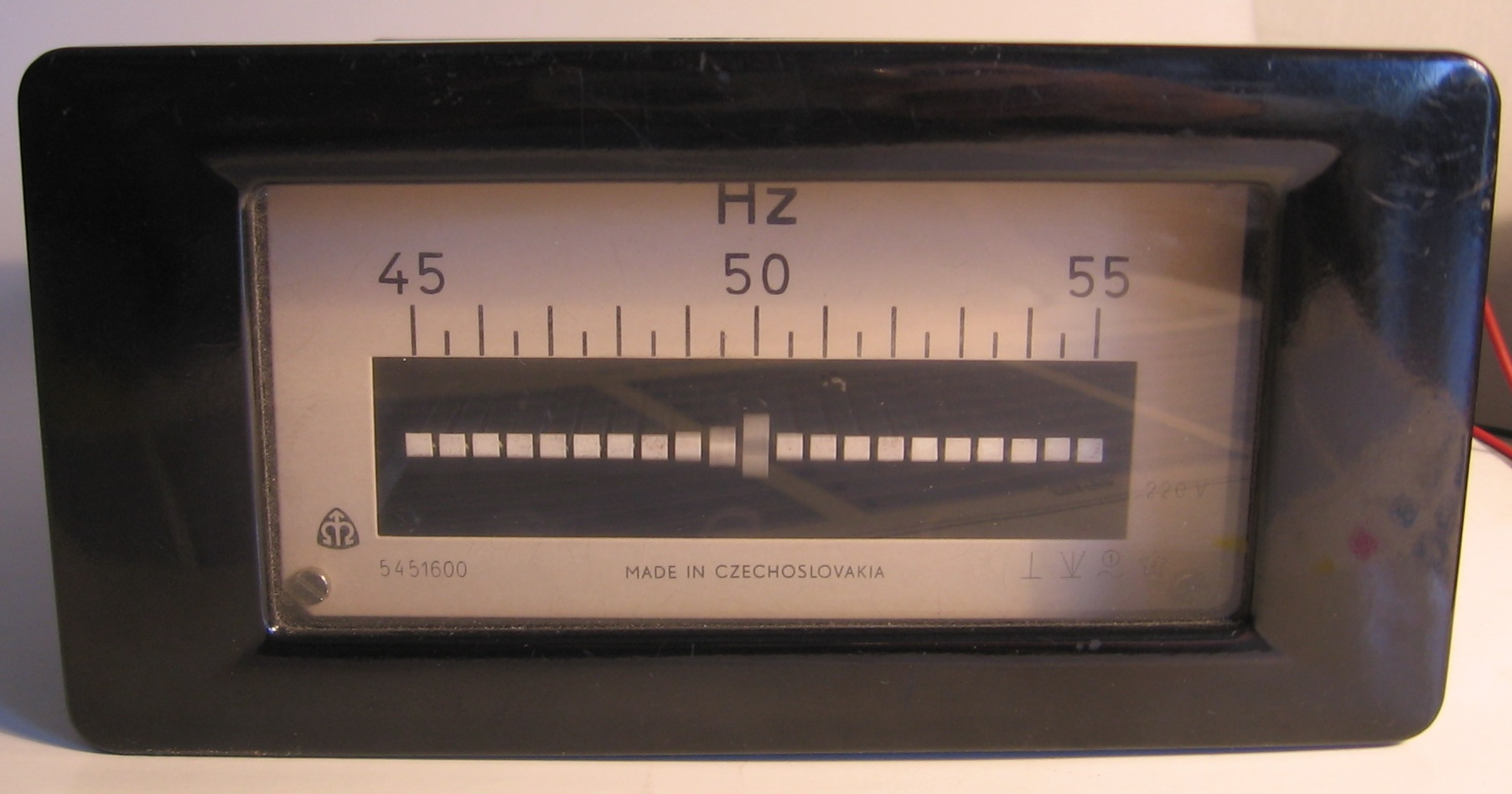
Máy đo tần số cung cấp năng lượng 50Hz ± 5Hz cho 220 Volt

Hầu hết các nước châu Âu đang dần điều chỉnh điện áp lên 230/400V. Nguồn cung cấp theo quy định của Liên minh châu Âu là: điện áp thấp, một pha, điện áp rms 230V ±10%, 50 Hz. Trong giai đoạn chuyển đổi (1995–2008) để hoàn thành thay đổi, các quốc gia trước đây đã sử dụng 220 V có thể sử dụng 230 V + 6% 10% phạm vi điện áp, các quốc gia trước đây sử dụng 240 V có thể sử dụng phạm vi từ 230 V + 10% −6%, nhưng cho dù đó là 220 V hay 240 V, thực sự không cần điều chỉnh gì cả, bởi vì cả hai đều nằm trong dung sai của 230 V (230 V ± 6%)
Các tiêu chuẩn quốc gia tại Hoa Kỳ và Canada quy định rằng nguồn cung cấp điện có phạm vi lỗi từ −5% đến + 5%.
Tại Nhật Bản, nguồn điện là 100V. Phía đông Honshu (bao gồm Tokyo) và phía bắc Hokkaido có tần số 50 Hz, trong khi phía tây Honshu (bao gồm Nagoya, Osaka, Hiroshima), Shikoku, Kyushu và Okinawa hoạt động ở tần số 60 Hz. Các thiết bị nhạy cảm với tần số được bán tại Nhật Bản thường có thể chuyển đổi giữa hai tần số.

## Lịch sử điện áp và tần số
Thomas Edison đã phát triển một hệ thống dòng điện trực tiếp (DC) ở 110 volt, được tuyên bố là an toàn trong cả hai hệ thống điện AC và DC. Sản xuất, truyền tải và phân phối điện xoay chiều ba pha của hệ thống được phát triển bởi Nicholas Tesla, George Westinghouse và những người khác trong thế kỷ 19.
Sau đó, bóng đèn dây tóc kim loại trở nên khả thi. Năm 1899, Công ty Elektrizitäts-Werke (BEW) của Berlin, một cơ sở năng lượng điện ở Berlin, đã quyết định chuyển sang 220 volt và tận dụng công suất cao hơn của đèn dây để tăng đáng kể công suất phân phối và tiết kiệm chi phí truyền tải. Điều này trở nên phổ biến trong phân phối điện của Đức và phần còn lại của các mô hình hệ thống châu Âu và 220 volt. Thực tiễn Bắc Mỹ vẫn có đèn với gần 110 volt.
Năm 1883, Edison đã phát minh ra một hệ thống phân phối điện ba pha cho phép các xưởng đúc DC phục vụ khách hàng với bán kính rộng hơn. Điều này giúp tiết kiệm chi phí đồng vì đèn được kết nối nối tiếp trên hệ thống 220 volt, sử dụng bất kỳ dây trung tính không cân bằng nào được kết nối giữa việc mang hai mạch phụ. Điều này sau đó đã được điều chỉnh thành một mạch điện xoay chiều. Hầu hết các thiết bị chiếu sáng và thiết bị nhỏ chạy 120 volt, trong khi các thiết bị lớn có thể được kết nối với 240 volt. Hệ thống giữ đồng và tương thích ngược với thiết bị hiện có. Ngoài ra, phích cắm ban đầu có thể được sử dụng với hệ thống được sửa đổi.
Tại Hoa Kỳ, vào cuối thế kỷ 19, Westinghouse đã quyết định 60 Hz và AEG ở Đức quyết định ở mức 50 Hz cuối cùng dẫn đến việc thế giới bị chia thành hai tần số trại chính. Hầu hết các hệ thống 60 Hz có nghĩa là 120 volt và lên đến 50 Hz với 230 volt đáng chú ý. Ngoại lệ đáng chú ý là Brazil, có lưới 60 Hz được đồng bộ hóa với hai điện áp 120 và 220 volt ở các vùng khác nhau.